# 콜린 오도너휴
콜린 오도너휴(Colin O'Donoghue, 1981년 1월 26일 ~ )는 아일랜드의 배우이다.

## 출연 작품

### 영화
- 더 라이트: 악마는 있다 (2011)
- 에일리언 인베이젼 (2012)
- 캐리 필비 (2016)
- The Dust Storm (2016)
- 스틸 리메인즈 (2017)

### 텔레비전
- Fair City (2005)
- 튜더스 (2009)
- Identity (2011) - 파일럿 편
- 원스 어폰 어 타임 (2012-18)